# Super Bowl XXXVII
El Super Bowl XXXVII fue el nombre que se le dio al partido de fútbol americano que definió al campeón de la temporada 2002-03 de la NFL. El partido se disputó el 26 de enero de 2003 en el estadio Qualcomm Stadium de la ciudad de San Diego, California y enfrentó al campeón de la AFC los Oakland Raiders y al campeón de la NFC los Tampa Bay Buccaneers. La victoria fue de los Tampa Bay Buccaneers que se impusieron por 48 a 21 y de esta forma obtuvieron su primer título de Super Bowl. Por su parte los Raiders perdieron su segundo Super Bowl en su quinta visita a este juego.

## Resumen del partido
En el primer cuarto del Super Bowl XXXVII el marcador terminó empatado 3-3, luego un gol de campo de Sebastián Janikowski de 40 yardas y un gol de campo de Martín Gramática (primer argentino en un Super Bowl), de 31 yardas. En la última jugada del primer cuarto Dexter Jackson interceptó un lanzamiento de Rich Gannon, posteriormente, en el segundo cuarto, Gramática anotó un gol de campo de 43 yardas. Los Buccaneers adelantaron la ventaja con un acarreo de 2 yardas de Mike Alstott, y más adelante con un pase de 5 yardas de Brad Johnson que Keenan McCardell atrapó en la zona de anotación rival. En el tercer cuarto los Buccaneers anotaron de nuevo con un pase de Johnson para McCardell, esta vez de 8 yardas. La mejor defensa de la liga estiró el margen luego de que Dwight Smith interceptó un lanzamiento de Gannon y llevó por 44 yardas el balón hasta la zona de anotación de Oakland (Touchdown). Los Raiders (quienes eran la mejor ofensiva) reaccionaron con un pase de Rich Gannon de 39 yardas para Jerry Porter, pero fallaron la conversión de 2 puntos. En el último cuarto los Raiders se pusieron en juego con una anotación, luego de un bloqueo de patada que Eric Johnson devolvió por 13 yardas y un touchdown de Jerry Rice tras atrapar un pase de 48 yardas de Rich Gannon, aunque en ambas oportunidades fallaron la conversión de 2 puntos. Los Raiders tuvieron otra oportunidad en ataque pero Gannon fue interceptado por Derrick Brooks, quien con una carrera de 44 yardas llevó el ovoide a la zona de anotación de Oakland. Luego Rich Gannon volvió a ser interceptado por Dwight Smith, quien llevó el balón por 50 yardas a la zona rival. De esta manera, los Tampa Bay Buccaneers se impusieron por 48-21 y lograban su primer título de Super Bowl. El jugador más valioso fue Dexter Jackson que tuvo 2 intercepciones. Por los Raiders, Jerry Rice anotó su octavo touchdown en su cuarto juego de Super Bowl.